# AEBP2
AEBP2（AE binding protein 2）は、ヒトではAEBP2遺伝子によってコードされている、進化的に保存されたジンクフィンガー型タンパク質である。このタンパク質は当初、aP2（Adipocyte protein 2）の遺伝子のプロモーター領域に対する結合能によって同定されたため、adipocyte enhancer binding protein 2という名称がつけられた。AEBP2は哺乳類のPRC2の標的化タンパク質となっている可能性がある。

## 機能
AEBP2はDNA結合型転写リプレッサーであり、PRC2複合体と相互作用してその活性を刺激する可能性がある。
AEBP2はPRC2を介したエピジェネティックな機構によって神経堤細胞の遊走と発生を調節している可能性があり、哺乳類のPRC2複合体の標的化タンパク質となっていると考えられている。

## 臨床的意義
AEBP2と関連した疾患には、ワールデンブルグ症候群やヒルシュスプルング病がある。